# Метавселенная

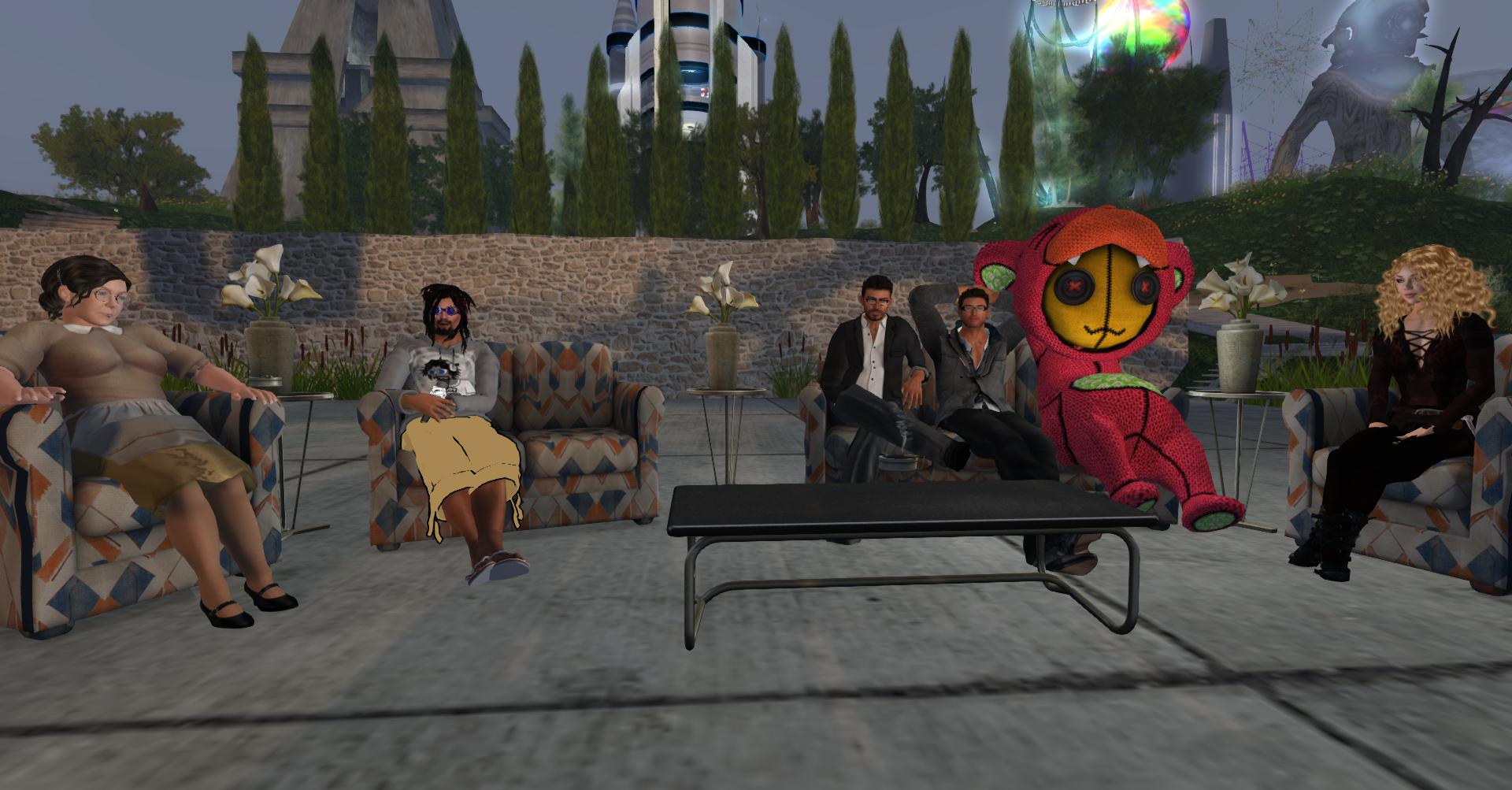
Аватары, общающиеся в виртуальном мире Second Life

Метавселе́нная, метаверс (образовано от приставки греч. μετά- «между, после, через» и слова вселенная) — постоянно действующее виртуальное пространство, в котором люди могут взаимодействовать друг с другом и с цифровыми объектами через свои аватары, с помощью технологий виртуальной реальности.
В научной литературе отсутствует единое определение метавселенной, поскольку данное явление во многом остается футуристическим концептом, впервые подробно описанным в романе Нила Стивенсона «Лавина». В XXI веке, согласно сюжету книги, миром правит корпоратократия — власть сосредоточена в руках крупных корпораций. Реальный мир охвачен хаосом и разделен на множество государств-корпораций. Наряду с ним существует и виртуальный мир, где люди взаимодействуют так же, как в реальности. Эти два измерения тесно связаны: события в одном могут оказывать влияние на происходящее в другом. Именно в этой книге впервые появился термин «аватар».
Как устроена метавселенная  
Прототипом Матрицы в реальном мире можно считать интернет. Крупнейшие технологические компании уже работают над созданием метавселенной. В 2021 году Марк Цукерберг представил концепцию «трехмерного интернета», который изменит способы взаимодействия с цифровым контентом. В этом новом пространстве люди не просто потребляют информацию, а становятся ее частью.  
Существует множество концепций метавселенной, но одна из наиболее известных принадлежит венчурному инвестору и автору книги "Метавселенная: как она меняет наш мир" Мэтью Болу.
Он выделил семь ключевых характеристик этого виртуального мира:  
1. Непрерывность – метавселенную нельзя остановить, удалить или завершить.  
2. Реальное время – все события происходят в режиме онлайн, а действия пользователей не зависят от внешних факторов.  
3. Неограниченное количество участников – число пользователей метавселенной не имеет предела.  
4. Экономическая система – пользователи зарабатывают цифровые деньги, распоряжаются имуществом и совершают сделки.  
5. Интеграция с реальным миром – например, можно работать за виртуальным ноутбуком, подключенным к метавселенной.  
6. Совместимость данных – цифровые активы из разных платформ объединяются: можно использовать предметы из Counter-Strike в Fortnite, покупать машину из Need for Speed и продавать ее в социальной сети.  
7. Контент, созданный пользователями – метавселенная наполняется материалами, созданными как отдельными людьми, так и организациями.  
Метавселенная уже находит применение в образовании, бизнесе и коммуникациях, открывая новые возможности для взаимодействия в цифровой среде.
В наиболее общем смысле метавселенная определяется как сеть взаимосвязанных цифровых экосистем, созданных на базе виртуальных многопользовательских миров и технологий расширенной реальности, позволяющих осуществлять децентрализованное взаимодействие пользователей с цифровыми объектами и активами. В этом контексте понятие «расширенная реальность» (англ. extended reality, XR) охватывает виртуальную реальность (VR), дополненную реальность (AR) и смешанную реальность (MR). Метавселенная относится к децентрализованным технологиям поколения Web3, наряду с криптовалютами, невзаимозаменяемыми токенами (NFT) и децентрализованными автономными организациями (DAO). Взаимодействие пользователя с метавселенной может происходить как с помощью традиционных персональных компьютеров, так и с гарнитурами виртуальной и дополненной реальности. Метавселенные в некоторой ограниченной форме уже присутствуют на таких платформах как VRChat и Decentraland, или в видеоиграх, таких как The Sandbox Active Worlds и Second Life.

## В массовой культуре
В массовой культуре в настоящее время тема метавселенной не раскрыта, остается маргинальной из-за того, что она постоянно развивается.
С другой стороны, можно встретить большое количество книг о метавселенной, являющихся попыткой более менее системно описать это явление.
Основные издания:
- Метавселенная: Как она меняет наш мир (The Metaverse: And How it Will Revolutionize Everything)
Russian Edition | by Мэтью Болл and Matthew Ball | Feb 20, 2024
- Взаимосвязь закона об авторском праве и метавселенной: Справочное руководство
Russian Edition | by Апарна Чоубеы and Анкит Сингх | Jul 13, 2024
- Метавселенные, DeFi и NFT. Путеводитель в мир инноваций 
- Марк Цукерберг и Мета 
- Метаверс:: Концепции и приложения
- Метавселенная.

### В литературе
- «Лавина» (англ. Snow Crash) — научно-фантастический роман Нила Стивенсона 1992 года в жанре киберпанк[11], в котором термин «метавселенная» был впервые упомянут.
- «Мир Полудня» — литературный вымышленный мир, в котором происходят события, описанные братьями Стругацкими в цикле романов, «представительской» книгой которого является «Полдень, XXII век» (от которого и произошло название мира), а последней — «Волны гасят ветер».
- Мир из трилогии «Лабиринт отражений» в стиле киберпанка о виртуальном городе Диптаун Сергея Лукьяненко.
- Цикл «Голубятня на жёлтой поляне» Владислава Крапивина и примыкающие к нему циклы.
- Романы «Первому игроку приготовиться» и «Второму игроку приготовиться» Эрнеста Клайна, действия которых происходят в компьютерной игре.

### В фильмах
- «Первому игроку приготовиться» (2018) — научно-фантастический фильм Стивена Спилберга, изображающий мир, охваченный энергетическим кризисом и глобальным потеплением в 2045 году. Является экранизацией одноимённого романа американского писателя Эрнеста Клайна.
- «Главный герой»
- «Тринадцатый этаж»
- «Экзистенция»
- «Нирвана»
- «Матрица»
- «Суррогаты» (2009)
- «Летние войны» — научно-фантастический аниме-фильм 2009 года, повествующий о виртуальном мире ОЗ, где можно создать свой аватар и путешествовать по нему.
- «Агенты Щ.И.Т.» (4 сезон).
- «Мастера Меча Онлайн»
- «Время приключений»

### В СМИ
Метавселенная создаётся отдельными людьми или компаниями, следовательно, Facebook не является единственным ответственным или создателем метавселенной. Но Facebook много инвестировал в Metaverse в рамках различных текущих проектов. Facebook претендует на инвестиции в очки дополненной реальности, технологии браслетов и гарнитуры виртуальной реальности Oculus.
В июне-июле 2022 несколько десятков крупных мировых компаний, начали разрабатывать стандартизацию для понятия «Метавселенная». Для укреплении единых стандартов для разных видов виртуальных реальностей. Большой потенциал будет раскрыт тогда, когда будут построены на единых и открытых стандартах.

### В играх
- Warhammer
- Fallout
- Arcanum
- Final Fantasy
- Diablo
- The Elder Scrolls
- Cyberpunk 2077
- Minecraft
- VRChat
- OpenSim
- Overte